# Can Coşkun
Can Beklan Coşkun (* 26. März 1998 in Berlin) ist ein türkisch-deutscher Fußballspieler. Der Mittelfeldspieler steht seit Juli 2024 beim MSV Duisburg unter Vertrag.

## Karriere

### Vereine
Nach seinen Anfängen in der Jugend von Hertha BSC, Hansa Rostock und Dynamo Dresden wechselte er im Sommer 2017 in die Regionalliga Nordost zum Berliner AK 07, bei dem er auch seine ersten Einsätze im Männerbereich absolvierte. Nach einer Spielzeit erfolgte sein Wechsel in die Regionalliga Bayern zu Wacker Burghausen. Bereits in der darauffolgenden Winterpause wechselte er innerhalb der Liga zur SpVgg Greuther Fürth II.
Im Januar 2020 erfolgte sein Wechsel zum Drittligisten FSV Zwickau. Dort kam er auch zu seinem ersten Einsatz im Profibereich, als er am 25. Januar 2020, dem 21. Spieltag, beim 2:1-Auswärtssieg gegen den 1. FC Magdeburg in der 54. Spielminute für Nils Miatke eingewechselt wurde.
Nach dem Abstieg seiner Mannschaft wechselte er im Sommer 2023 zum Regionalligakonkurrenten Greifswalder FC. Die Saison 2023/24 schloss er mit den Vorpommern als Vize-Meister ab und wurde Landespokalsieger von Mecklenburg-Vorpommern. Am 1. Juli 2024 wechselte er zum MSV Duisburg in die Regionalliga West.

### Nationalmannschaft
Coşkun kam im Februar 2017 bei zwei Spielen der türkischen gegen die griechische U19-Nationalmannschaft zum Einsatz. Im November 2018 kam er zu zwei Einsätzen in der türkischen U21-Nationalmannschaft.

## Erfolge
- Sieger im Mecklenburg-Vorpommern-Pokal: 2024 (mit dem Greifswalder FC)
- Meister der Regionalliga West 2025 und Aufstieg in die 3. Liga (mit dem MSV Duisburg)